# 100-мм зенітна гармата КС-19
КС-19 (рос. 100-мм зенитная пушка КС-19, індекс ГРАУ — 52-П-415) — радянська 100-мм важка зенітна гармата, створена 1947 року та прийнята на озброєння в 1948.

## Характеристики
КС-19 — буксирувана зенітна установка, що була спеціально розроблена для можливості досягнення успіху в наземних боях, зокрема проти броньованих цілей. Оскільки вона буксирується, їй потрібен зовнішній засіб пересування, як правило, середній гусеничний артилерійський тягач АТ-С або важкий AT-T. Екіпаж з 15 осіб перевозиться на тягачі разом із готовими боєприпасами до гармати.
Гармата має нарізний ствол, напівавтоматичний горизонтальний ковзний клиновий блок, силовий трамбувальник, автоматичний установник запобіжника та дульне гальмо. Лоток для завантаження забезпечує швидке та ефективне завантаження боєприпасів, що дозволяє добре навченому екіпажу здійснювати до 15 пострілів на хвилину. Система керування вогнем складається з системи направлення ПУАЗО-6/19 разом з радаром управління вогнем СОН-9А. Хоча бортові приціли достатні для ураження повітряних цілей, більша точність досягається при використанні в поєднанні з радаром керування вогнем.
Боєприпаси фіксованого типу і в основному взаємозамінні з іншими 100-мм нарізними гарматами, зокрема, БС-3 та Д-10Т. Зенітні боєприпаси включають фугасні, осколково-фугасні та осколкові. За деякими даними, що бронебійно-трасерний здатний пробивати 185 мм броні на дальності 1000 м.
| Параметр                            | Значення                   |
| ----------------------------------- | -------------------------- |
| Калібр                              | 100 мм                     |
| Довжина ствола                      | 60,7 калібри               |
| Бойова маса установки               | 9350 кг / 9550 кг          |
| Довжина установки                   | 9,45 м                     |
| Ширина установки                    | 2,35 м                     |
| Висота установки                    | 1,60 м                     |
| Маса снаряда                        | 15,6 кг                    |
| Початкова швидкість снаряда         | 900 м/с                    |
| Скорострільність                    | 14—15 пострілів на хвилину |
| Зона ураження                       | висотою 15,4 км            |
| Прицільний пристрій                 | Рефлекторний               |
| Принцип заряджання                  | Вручну                     |
| Час переведення у бойове положення  | 7 хв                       |
| Час переведення у похідне положення | 6 хв                       |
| Обслуга                             | 7 осіб                     |

## Історія
Гармата КС-19 була розроблена для заміни 85-мм зенітних установок, які використовувалися під час Другої світової війни. Була прийнята усіма арміями Варшавського договору та використовувалася комуністичними силами у боях в Кореї та В'єтнамі.
З часом гармата КС-19 була значною мірою виведена з фронтових арсеналів через збільшення використання більш ефективних зенітних ракет. Як результат, вона більше не є широко використовуваною зброєю в сучасній війні.

### Російсько-українська війна
На початку російського вторгнення в Україну в лютому 2022 року в Балаклії зберігалася певна кількість гармат КС-19. Однак місто було захоплене російськими військами 3 березня, і вважається, що росіяни могли використати деякі гармати як муляжі. Під час Харківського контрнаступу 2022 року 10 вересня Україна відновила контроль над Балаклією. У березні 2023 стало відомо, що Україна планує використовувати ці гармати; вони надійшли до 111 ОБрТрО та 241 ОБрТрО. Оскільки найпотужнішою артилерією ТрО до того були 120-мм міномети, то такі системи можуть якісно підсилити підрозділи.
Гармати використовуються як для стрільби з закритих позицій з коригуванням з безпілотників і програмними балістичними калькуляторами «Кропива» та Armor, так і прямим наведенням по наземній техніці. Установки застосовують як в оригінальному причіпному форматі, так і у складі імпровізованих САУ на шасі Tatra 815 і MAN M1001.

## Оператори
- Алжир — 150 КС-19, станом на 2016 рік[8]
- Вірменія — невідомо[9]
- Камбоджа — 50[джерело?]
- Єгипет — 300 КС-19, станом на 2016 рік[10]
- Ємен
- Куба — невідомо[11]:410
- Гвінея — 4[12]
- Іран[13]
- Мавританія — 12[14]
- Північна Корея[15]
- Республіка Конго — невідомо[16]:444
- Румунія[17]
- Сирія — невідомо[11]:370
- Україна — ЗСУ почали використання КС-19 у 2023.[18]
- В'єтнам —[15]